# STS-34
STS-34 (englisch Space Transportation System) ist eine Missionsbezeichnung für das US-amerikanische Space Shuttle Atlantis (OV-104) der NASA. Der Start erfolgte am 18. Oktober 1989. Es war die 31. Space-Shuttle-Mission und der 5. Flug der Raumfähre Atlantis.
Die Mission sollte bereits im Mai 1986 von der Atlantis unter der Bezeichnung STS-61-G durchgeführt werden, wurde jedoch aufgrund der Challenger-Katastrophe ausgesetzt.

## Mannschaft
- Donald Williams (2. Raumflug), Kommandant
- Michael McCulley (1. Raumflug), Pilot
- Franklin Chang-Diaz (2. Raumflug), Missionsspezialist
- Shannon Lucid (2. Raumflug), Missionsspezialistin
- Ellen Baker (1. Raumflug), Missionsspezialistin

Die Besatzung der Mission STS-61-G, bestehend aus David Walker, Ronald Grabe, Norman Thagard und James van Hoften, wurde komplett ersetzt.

## Missionsüberblick

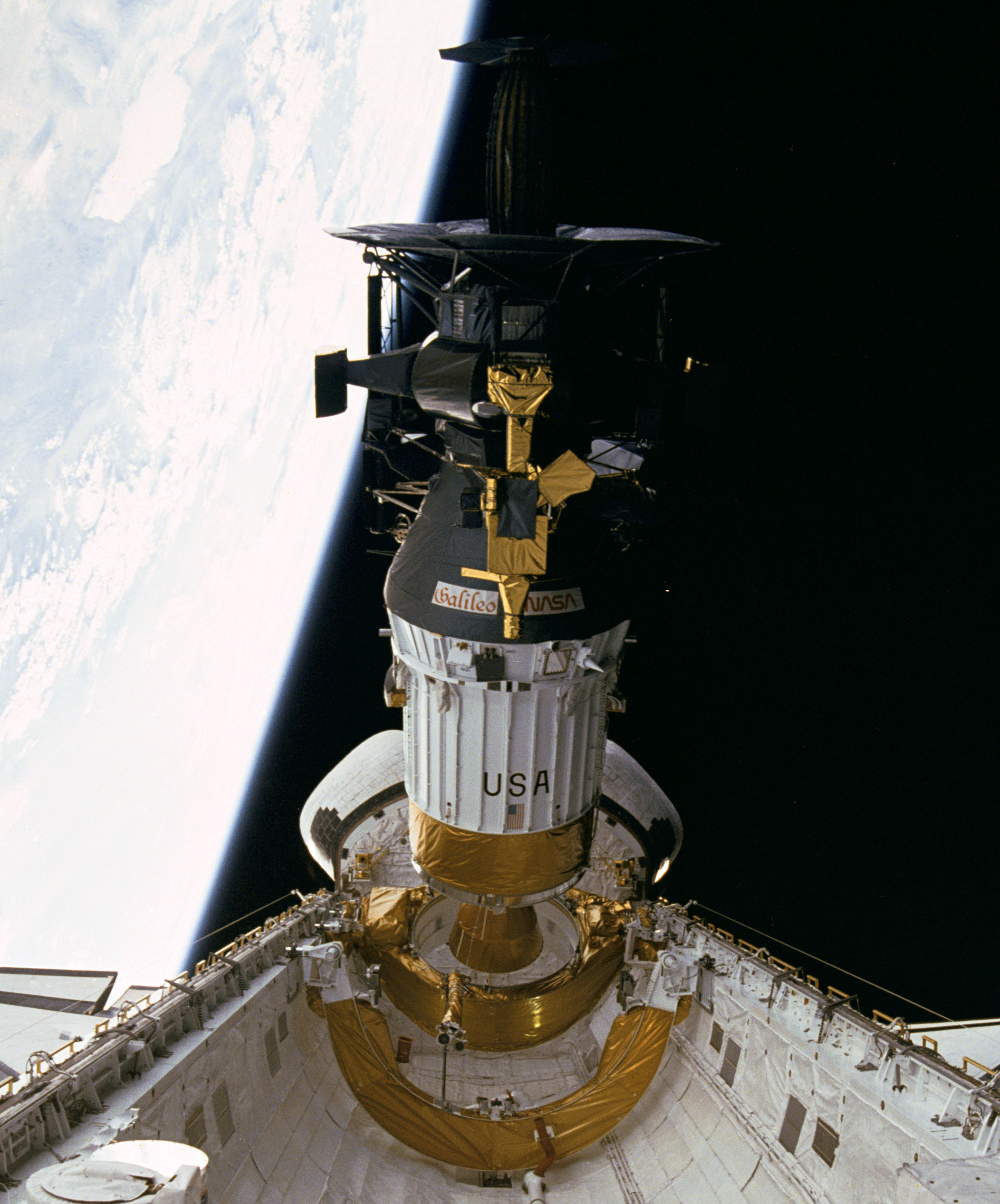
Galileo-Sonde in der Nutzlastbucht

Das ursprünglich vorgesehene Startdatum vom 12. Oktober konnte nicht eingehalten werden, weil die Steuerung eines Haupttriebwerks ausgewechselt werden musste. Ein neuer Versuch am 17. Oktober scheiterte an den Witterungsverhältnissen auf dem Notlandeplatz in Cape Canaveral.
Die Hauptnutzlast bei dieser Mission war die Jupitersonde Galileo. Sie wurde zusammen mit der Raketenoberstufe Inertial Upper Stage (IUS) im Weltraum ausgesetzt. Weiterhin gehörten Experimente zur Erderkundung, Umweltforschung, Materialtechnologie, Astronomie und Medizin zu dieser Mission, und eine IMAX-Kamera war ebenfalls an Bord.
Die Landung erfolgte am 23. Oktober in Edwards AFB, Kalifornien. Atlantis wurde 6 Tage später mittels eines Spezialflugzeuges nach Cape Canaveral, Florida zurücktransportiert.
Filmaufnahmen der Mission wurden im Science-Fiction-Film The Wild Blue Yonder von Werner Herzog verwendet.